# Wacker 04 Berlin
El Wacker 04 Berlin fue un equipo de fútbol de Alemania que jugó en la Oberliga Berlin, la desaparecida primera división de fútbol del país.

## Historia
Fue fundado el 25 de julio de 1904 en la ciudad de Berlín como Reinickendorfer FC West y en 1908 se fusiona con el Tegeler FC Hohenzollern 1905 para formar al SC Wacker 04 Tegel.
En los años 1920 jugó en la Oberliga Berlín-Brandeburgo como un equipo de mitad de tabla para arriba de donde nunca descendió, liga en la que jugó hasta que tras la reorganización del fútbol alemán a causa del Tercer Reich, pasando a la Gauliga Berlin-Brandenburg, liga de la que descendió tras una temporada, regresando a la división en 1940 para permanecer en ella hasta que la liga fue disuelta tras finalizar la Segunda Guerra Mundial. Durante los años 1930 el club estuvo muy participativo en la Tschammerpokal, la copa nacional de fútbol en aquellos años donde jugó en tres ocasiones.
Al finalizar la Segunda Guerra Mundial el club pasa a jugar en la Oberliga Berlin con el nombre SG Reickendorf-West, primera división de la región y parte de las ligas de primera división nacional de Alemania Federal donde permaneció hasta que desciende en 1956, retornando un año después hasta 1963 cuando nace la Bundesliga de Alemania como la nueva primera división nacional.
Luego es incluido como uno de los equipos fundadores de la Regionalliga Berlin, la entonces segunda división nacional,liga en la que sale campeón en 1972 y logra el ascenso a la 2. Bundesliga Süd, la recién creada segunda división nacional, en 1976 para descender en ese mismo año principalmente por la falta de recursos económicos para ser un equipo competitivo.
En 1977 pasa a la Amateurliga Berlin, teniendo una aparición más en la 2. Bundesliga Süd para caer en una década hasta la cuarta división nacional, terminando de sufrir en 1994 cuando el club desaparece por insolvencia económica.
Algunos de los integrantes del club se unieron al BFC Alemannia 90 y lo pasaron a llamar BFC Alemannia 90 Wacker, pero el cambio de nombre nunca fue oficial y fue revertido en 2013.

## Palmarés
- Regionalliga Berlin: 1 (II)

1972
- Amateur-Oberliga Berlin: 1 (III)

1978
- Berliner Landespokal: 3

1950, 1968, 1972